# 黎洪乡
黎洪乡，是中华人民共和国四川省凉山彝族自治州会理市曾经下辖的一个乡。2019年12月，撤销黎洪乡，将其所属行政区域划归绿水镇管辖。

## 行政区划
黎洪乡撤销前下辖以下地区：
长湾村、黎马村、上龙滩村和崩底村。